# Homo Sapiens 1900
Homo Sapiens 1900 är en svensk dokumentärfilm från 1998 i regi av Peter Cohen. Filmen skildrar den rasbiologiska rörelsens framväxt historiskt och internationellt från mitten av 1800-talet och fram till efterkrigstiden. Den hade premiär 30 oktober 1998 på biograf Grand i Stockholm.